# Léon Scieur
Léon Scieur (Florennes, 19 maart 1888 - aldaar, 7 oktober 1969) was een Belgisch wielrenner. Zijn grootste overwinningen waren Luik-Bastenaken-Luik in 1920 en de eindzege in de Ronde van Frankrijk van 1921. Hij droeg de gele trui dat jaar 14 dagen lang. In datzelfde jaar werd hij ook derde in Parijs-Roubaix.

## Belangrijkste overwinningen

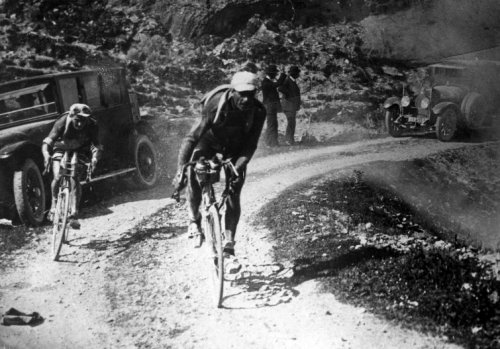
Léon Scieur tijdens de door hem gewonnen Ronde van Frankrijk 1921.

1913
- 7e etappe Ronde van België

1920
- Luik-Bastenaken-Luik
- 11e etappe Ronde van Frankrijk

1921
- 3e etappe Ronde van Frankrijk
- 10e etappe Ronde van Frankrijk
- Eindklassement Ronde van Frankrijk

## Resultaten in voornaamste wedstrijden
| Jaar | Ronde van Italië | Ronde van Frankrijk | Ronde van Spanje |
| ---- | ---------------- | ------------------- | ---------------- |
| 1913 |                  | opgave              |                  |
| 1914 |                  | 14e                 |                  |
| 1919 |                  | 4e                  |                  |
| 1920 |                  | 4e (1)              |                  |
| 1921 |                  | ↑ (2)               |                  |
| 1922 |                  | opgave              |                  |
| 1923 |                  | opgave              |                  |
| 1924 |                  | opgave              |                  |

| Jaar | Parijs-Roubaix | Luik-Bast.‑Luik |
| ---- | -------------- | --------------- |
| 1913 | 25e            |                 |
| 1914 | 37e            |                 |
| 1919 | 13e            |                 |
| 1920 |                | Goud            |
| 1921 | ↑              | 6e              |
| 1922 | 8e             |                 |
| 1923 | 42e            | 5e              |
| 1924 | 31e            |                 |

- Bibliothèque nationale de France: cb14976906q (data)
- International Standard Name Identifier: 0000 0004 5094 0340
- Virtual International Authority File: 316737152